# ناغوتو (ياماغوتشي)
مدينة ناغوتو (بالإنجليزية: Nagato)‏ هي أحد المدن التابعة لمحافظة ياماغوتشي. تأسست رسميًا في 22/03/2005. ويقدر عدد سكانها بـ 39825 نسمة حسب تقدير مكتب الإحصاء الياباني لعام 2012. تبلغ مساحة ناغوتو 357.92 كم2. بكثافة سكانية تبلغ 111 نسمة/كم2.